# Prevalje
Prevalje (en allemand : Prävali) est une commune située dans la région historique de Carinthie au nord de la Slovénie.

## Géographie
La commune est localisée dans la vallée la rivière Meža au pied des Karavanke, dans la région de Carinthie, non loin de la frontière autrichienne. Le noyau originaire de Prevalje, autour de l'eglise paroissiale Sainte Marie se trouve sur la rive gauche de la Meža qui s'oriente vers l'ouest et coule via la ville de Ravne pour se jeter dans la Drave à Dravograd. 
La gare de Prevalje, inaugurée en 1863 par la Compagnie des chemins de fer du sud (Südbahn), se trouve le long de la ligne est-ouest qui relie la ville de Maribor en Basse-Styrie à Klagenfurt et Villach en Autriche et continue jusqu'à San Candido dans le Tyrol du Sud.

### Villages
Les localités qui composent la commune sont Belšak, Breznica, Dolga Brda, Jamnica, Kot pri Prevaljah, Leše, Lokovica, Poljana, Prevalje, Suhi Vrh, Šentanel, Zagrad.

## Histoire
Les découvertes archéologiques ont permis d'établir que la région est habitée depuis l'âge du bronze. On retrouve également des traces de la culture de Hallstatt et de l'époque romaine lorsqu'une voie parcourt la vallée reliant Celeia (Celje) à Virunum.

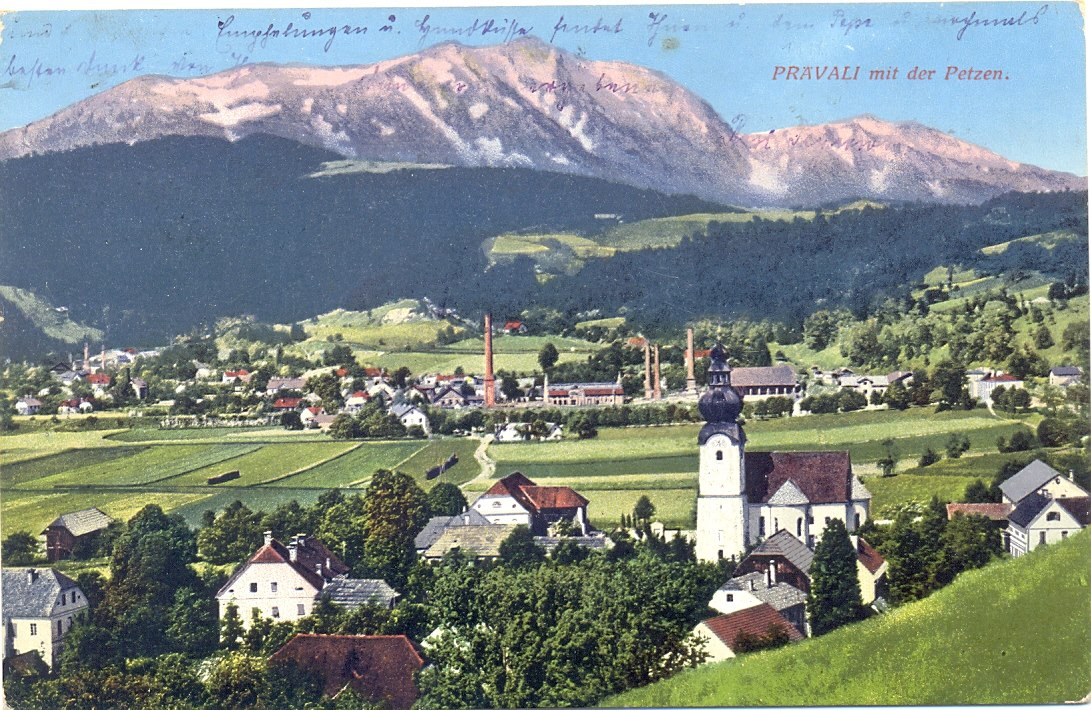
Vue sur Prevalje vers le massif de la Petzen, carte postale (vers 1919).

L'église paroissiale Marija na jezeru fut mentionnée pour la première fois en 1335. Dès le XVIIIe siècle, l’économie de la région est axée sur l’industrie du fer, puis également du zinc. Jusqu'à la fin de la Première Guerre mondiale, la vallée de la Meža (Mieß) appartenait au duché de Carinthie, un pays de la monarchie austro-hongroise. En 1918, elle passe au nouveau royaume des Serbes, Croates et Slovènes, confirmé par le traité de Saint-Germain.
Pendant la Seconde Guerre mondiale, la région était temporairement occupée par les forces de l'Allemagne nazie (CdZ-Gebiet). En mai 1945, après la capitulation allemande, le village de Leše (Liescha) fut la scène d'un massacre qui avait fait 700 morts.

## Démographie
Entre 1999 et 2021, la population de la commune a peu évolué, restant légèrement inférieure à 7 000 habitants,.
Évolution démographique
| 1999  | 2000  | 2001  | 2002  | 2003  | 2004  | 2005  | 2006  | 2007  |
| ----- | ----- | ----- | ----- | ----- | ----- | ----- | ----- | ----- |
| 6 540 | 6 511 | 6 540 | 6 552 | 6 555 | 6 596 | 6 673 | 6 640 | 6 629 |
| 2008  | 2009  | 2010  | 2011  | 2012  | 2013  | 2014  | 2015  | 2016  |
| 6 781 | 6 741 | 6 833 | 6 844 | 6 826 | 6 814 | 6 787 | 6 780 | 6 763 |
| 2017  | 2018  | 2019  | 2020  | 2021  |       |       |       |       |
| 6 753 | 6 797 | 6 794 | 6 799 | 6 800 |       |       |       |       |

## Personnalités
- Ljuba Prenner (1906-1977), avocat et écrivain.